# Complex de Castells de Vílnius
El Complex de Castells de Vílnius (en lituà: Vilniaus pilių kompleksas) és un grup d'estructures culturals i històriques del marge esquerre dle riu Neris, prop de la seva confluència amb el riu Vilnia, a Vílnius, la capital de Lituània. Els edificis, que es van desenvolupar entre els segles X i XVIII, van ser una de les principals estructures de defensa de Lituània.
El complex consta de tres castells: el superior, l'inferior, i el tort (lituà: Kreivoji pilis). El castell tort va ser incendiat pels Cavallers Teutònics el 1390 i mai va ser reconstruït.